# Katy Deepwell
Katy Deepwell née en 1962 est une critique et théoricienne britannique de l'art contemporain. Elle fonde la revue d'art féministe n.paradoxa. Ses recherches se concentrent sur l'art féministe et la production d’œuvres d'artistes femmes.

## Biographie
Elle est titulaire d'un doctorat en histoire de l'art du Birkbeck College de l'Université de Londres, d'une maîtrise en histoire sociale de l'art de l'Université de Leeds, d'un baccalauréat en beaux-arts de la Saint Martin's School of Art.
Depuis 1986, elle enseigne dans différentes établissements d'enseignement supérieur : en 1995 et 1996 Oxford Brookes, Belfast de 1999 à 2002, Goldsmiths College, Copenhague, Canterbury et Maidstone. Depuis 2013, Katy Deepwell est professeure d'histoire de l'art contemporain à l'université du Middlesex.
Elle fonde en 1996, l'observatoire d'art féministe qui recense les publications sur le sujet (publications, expositions).
En 1998, elle fonde la maison d'édition KT press et la revue internationale d'art féministe n.paradoxa. La revue cesse d'être publiée en 2017. En 2017, Katy Deepwell publie un Massive Open Online Course sur l'histoire de l'art féministe.
En 2014, elle publie une première anthologie de manifestes d'art féministe du monde entier, écrits entre les années 1969 et 2013. Il s'agit de textes sur la production d'art féministe et la réalisation de films par des artistes féministes présentant des idées radicales et une critique du patriarcat.
Cette anthologie rassemble les textes de Mierle Laderman Ukeles, Agnes Dénes, Michele Wallace, Nancy Spero, Monica Sjöö, Anne Berg, Rita Mae Brown, VALIE EXPORT, Klonaris / Thomadaki, Carolee Schneemann, Ulrike Rosenbach, Ewa Partum, les femmes artistes du Pakistan, Chila Kumari Burman , VNS Matrix, Violetta Liagatchev, Old Boys Network, Senga Nengudi, Dora Garcia, Subrosa, Orlan, Rhani Lee Remedes, Factory of Found Clothes, Feminist Art Action Brigade, Mette Ingvartsen, Xabier Arakistain, The YES! Association, Arahmaiani, Guerrilla Girls, Julie Perini, Elizabeth Stephens et Annie Sprinkie, Lucia Tkacova et Anetta Mona Chisa, Silvia Ziranek et Martine Syms.
En 2018, elle publie avec Agata Jakubowska, All Women Art Spaces in Europe in 1970's. Il s'agit d'une anthologie présentant les collectifs de femmes dans les années 1970 en Europe qui ont permis la pratique collective et ont fourni des modèles à d'autres collectifs d'artistes femmes. C'est la première étude historique sur ces collectifs et leur influence sur la pratique artistique contemporaine.

## Publications
- (en) Aesthetics in feminist perspective, Indiana University Press, 1993
- (en) New Feminist Art, Manchester, Manchester University Press, 1994, 284 p. (ISBN 978-0-7190-4258-4, lire en ligne)
- (en) New feminist art criticism : critical strategies, Manchester, Manchester University Press, 1995, 201 p. (ISBN 978-0-7190-4257-7)
- (en) Women artists and modernism, Manchester, Manchester University Press, 1998, 256 p. (ISBN 978-0-7190-5082-4)
- (en) Art criticism and Africa, Eastern Art Publishing, 1998, 128 p. (ISBN 978-1-872843-13-1)
- (en) Dialogues : women artists from Ireland, IB Tauris, 2005, 208 p. (ISBN 978-1-85043-621-8)
- (en) It's time for action (there's no option) : about feminism  A Jones, M Bunz, ME Buszek, K Deepwell, Zurich, Migros Museum für Gegenwartskunst, 2007, 317 p. (ISBN 978-3-905770-53-7)
- (en) Women Artists Between the Wars : "a fair field and no favour", Manchester, Manchester University Press, 2010, 430 p. (ISBN 978-0-7190-8080-7)
- (en) Feminist Art Manifestos : An Anthology, KTpress, 2014, 132 p. (ISBN 978-0-9926934-3-5)